# Боговитин
Боговитин (пом. до 1466) — руський боярин XV століття, родоначальник Боговитиновичів.    

## Життєпис
Уперше він згадується 6 вересня 1431 року, коли разом з 8-ма князями й боярами, переважно волинськими, поручився за групу знатних литовців і русинів, звільнених з полону польським королем Владиславом Ягайлом. Коли ж восени 1432 у ВКЛ спалахнув династичний конфлікт, то Боговитин позоставсь вірним Свидригайлу Ольгердовичу, що якраз зблизився з волинською знаттю під час Луцької війни.    
Нобіль входив до ближнього оточення Свидригайла, подибуючись як свідок його надань боярам Івану Мукосієвичу (30 березня 1437), Пашку Єловицькому (21 липня 1437) та Петрашу Волковию (1 серпня 1437). Однак після створення осібного Волинського князівства на чолі з тим-таки Ольгердовичем, згадки Боговитина в канцелярських документах цього утворення зникають. На думку історика Володимира Собчука, ця обставина може свідчити про лояльність боярина вел. кн. Казимиру Ягеллончику. Од нього він дістав села Неплі, Козеради й Овза, що на Підляшші (відповідні привілеї датуються межи 1440 та 1452).  
Боговитин мав синів Богуша, Лева та Петра й 2-х доньок: Ганна вийшла заміж за майбутнього підскарбія земського Андрія Олександровича з роду Солтанів, а інша, ім'я якої невідоме, стала дружиною князя Андрія Федоровича Полубенського. Сини започаткували різні гілки роду, що проіснував понад два століття упродовж семи поколінь.
Згідно з Adnotationes spectantes ad familias Яна Замойського, на печатці Боговитина, яка не збереглася до наших днів, містилось зображення герба в готичному щиті у вигляді трьох врубів, більш знаного під пізнішою назвою Корчак.